# Сребрни метак (филм)
Сребрни метак (енгл. Silver Bullet) је амерички хорор филм из 1985. режисера Дена Атијаса и сценаристе Стивена Кинга са Коријем Хејмом, Гаријем Бјусијем, Еверетом Мекгилом и Меган Фолоус у главним улогама.
Филм је рађен по новели Стивена Кинга, Циклус вукодлака.
Издавачка кућа Парамаунт пикчерс објавила је филм 11. октобра 1985. и с буџетом од 7 милиона долара, зарадио је нешто мање од 12,5 милиона долара. Добио је већином позитивне критике и на IMDb-у има оцену 6,4/10 док га је публика на сајту Rotten Tomatoes оценила са 56%. Многи критичари су као најбољи детаљ филма издвојили начин на који је представљена инвалидност главног лика, дечака Мартија, као и снажна порука коју филм шаље таквим особама, а то је да не дозволе својој неспособности да их порази.
Филм је постао један од најпознатијих хорора о вукодлацима из '80-их, уз Америчког вукодлака у Лондону и Урликање, а и сам назив филма, Сребрни метак алудира на једину слабост вукодлака.

## Радња
Када непокретан 10-годишњи дечак, Марти Кослав, и његова сестра Џејн открију да се иза бројних застрашујућих убистава која су задесила њихов миран градић, Таркер Милс, налази локални свештеник, Лестер Лоу, који се у ноћима пуног Месеца претвара у вукодлака, они постају његове главне наредне мете. Свесни тога, Марти и Џејн покушавају да дођу до јединог оружја које га може убити — сребрни метак.

## Улоге
| Глумац         | Улога                      |
| -------------- | -------------------------- |
| Кори Хејм      | Марти Кослав               |
| Меган Фолоус   | Џејн Кослав                |
| Гари Бјуси     | ујка Ред                   |
| Еверет Мекгил  | свештеник Лестер Лоу       |
| Тери О’Квин    | шериф Џо Халер             |
| Робин Гровс    | Нан Кослав                 |
| Леон Русом     | Боб Кослав                 |
| Бил Смитрович  | Енди Фејртон               |
| Лоренс Тирни   | Овен Кнопфлер              |
| Кент Броадерс  | Херб Кинкејд               |
| Џејмс Гемон    | Арни Веструм               |
| Венди Вокер    | Стела Рандолф              |
| Џејмс Бафико   | Милт Стурмфулер            |
| Џо Рајт        | Брејди Кинкејд             |
| Дејвид Харт    | Пит Максвел                |
| Херб Хартон    | Елмер Зинемен              |
| Мајкл Лаг      | Стелин дечко               |
| Вилијам Њумен  | Виргил Катс                |
| Това Фелдшу    | старија Џејн Кослав (глас) |
| Џулијус Лефлор | Смоки                      |
| Пол Батлер     | Едгар Раундс               |